# Vikingstads kyrka
Vikingstads kyrka är en kyrkobyggnad i Vikingstads socken och församling i Östergötland. Den ligger 1 mil västsydväst om Linköping, 3 km söder om Vikingstad och tillhör Linköpings stift.

## Kyrkobyggnaden
Kyrkan uppfördes 1765–1768 gemensam kyrka för Vikingstads och Rakereds församlingar och invigdes 1785. Den är av sten, med ett torn och har brutet tak. Stilen exteriört är gustaviansk rokoko, interiören är gustaviansk. I samband med byggandet av den nya kyrkan revs de två samhällenas gamla medeltidskyrkor. Ruinerna efter medeltidskyrkan i Vikingstad finns fortfarande kvar, liksom delar av den gamla kyrkogården. Kyrkan renoverades 1923–1924.
Till formen är kyrkan en enskeppig rak salkyrka med västtorn. Koret ligger i öster och sakristian i norr. Stommen i yttervägg är natursten. Taket på långhuset är ett mansardtak, över sakristian ett valmat sadeltak. Tornet har huv med lanternin. Taket täcks av kopparplåt. Murarna är putsade. Innertaket är av trä.

## Historik
Vikingstads kyrka byggdes 1767 som en gemensam kyrka för Vikingstads församling och Rakereds församlingar. Under åren 1783 och 1784 bidrog församlingen med pengar till målande av valv, bänkar och läktare i oljefärg. Till kyrkan skänktes altarklädes och mässkrud av generalen Fredric Horn af Åminne, en altartavla av kammarherren Mattias Odencrantz och en predikstol av överstelöjtnanten Magnus Gabriel Tengmark. En orgel byggdes 1785 till kyrkan av orgelbyggare Pehr Schiörlin i Linköping Orgel bestod av 20 stämmor fördelade på två manualer och pedal. Överstelöjtnanten  Israël Lagerfeldt stod för överinseendet över arbetet. Den bekostades genom frivilliga gåvor från församlingsbor, samt genom lån av Vikingstads församling. Bildhuggeri, målning och förgyllning av orgel bekostades av Catharina Hansdotter i Rakered.
Vikingstads kyrka invigdes i oktober 1785 av biskopen Uno von Troil i Linköpings stift, med vanlig ceremonier och ett tal ifrån altaret över psaltaren 100, vers 4. Invigningen avslutades med en middag på Nybble hos kammarherren Mattias Odencrantz.
Kyrkan fick 1795 en dopskål. En ny altartavla målades 1877 av Svante Leonard Rydholm med motiv av Kristi död.

## Inventarier
- Altartavla: Falk (1783)
- Bänkinredning: (1768–1785)
- Dopfunt: Verner-Holm (1650–1699)
- Läktaren byggdes (1768–1785)
- Predikstol från 1783

## Orglar

### Läktarorgel

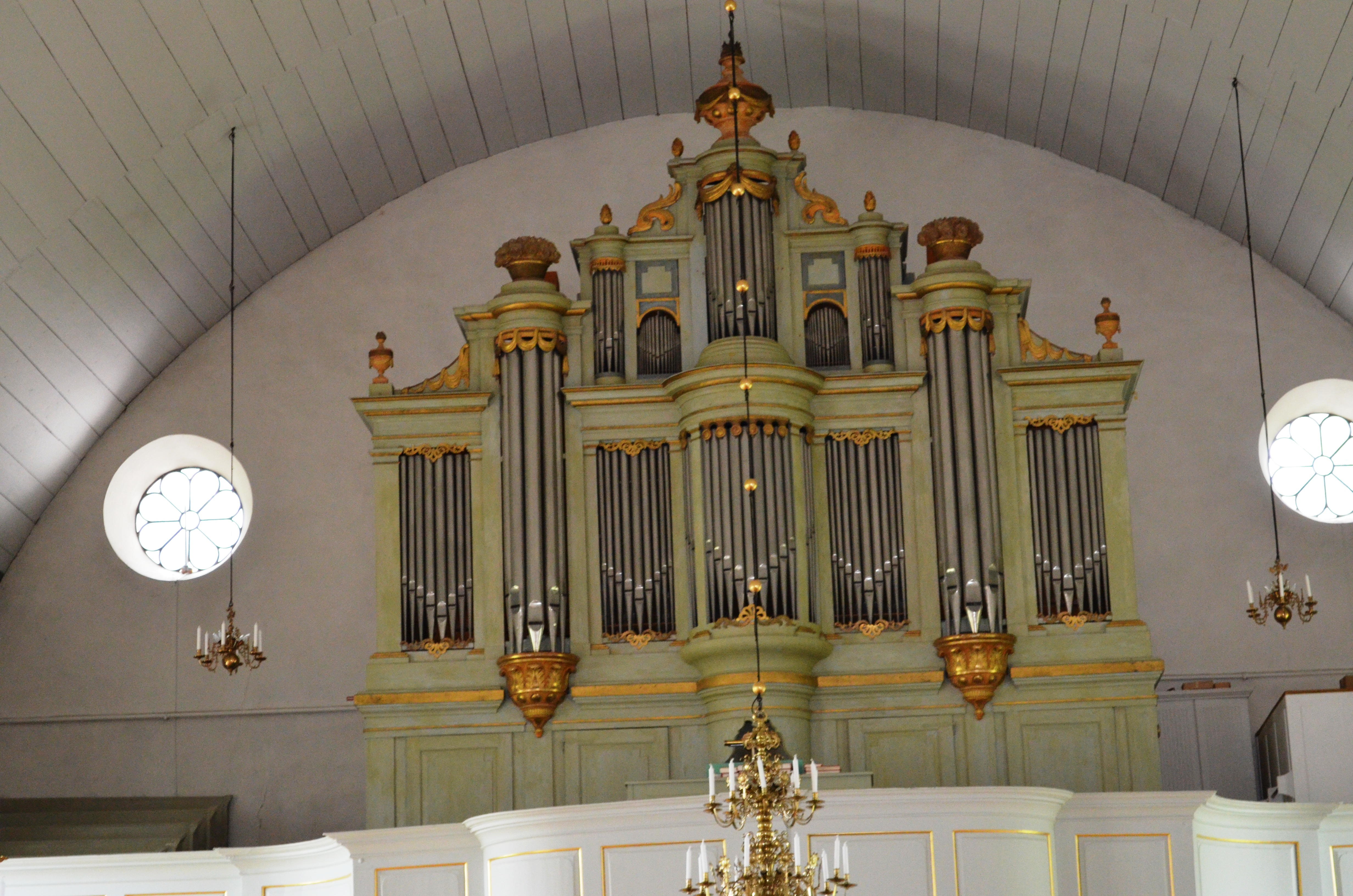
Läktarorgeln i Vikingstads kyrka.

Pehr Schiörlin i Linköping, byggde 1785 en läktarorgel där flertalet fasadpipor är ljudande. I de inre fälten manualverkets Principal 16', i de yttre turellerna och fälten Principal 8' och hos öververket dess Principal 8'. Basunen, C - g°, står på manuallådan men tack vare dubbelventiler hörs den enbart i pedalen. Fristående spelbord. Mixturen har ursprungligen eventuellt IV kor uppdelade på två register, en oktavmixtur och en ters-kvintmixtur.[källa behövs]
Ursprunglig disposition enligt Einar Erici:
| Huvudverk I                    | Öververk II                    | Pedalverket | Koppel             |
| Principal 16', diskant         | Gedackt 8'                     | Basun 16'   | Öververk/Huvudverk |
| Borduna 16', bas/diskant       | Principal 4', bas diskant      |             | Huvudverk/pedal    |
| Principal 8’, bas/diskant      | Waldfleut 4'                   |             | Öververk/pedal     |
| Gedackt 8’                     | Gedacktfleut 4'                |             |                    |
| Qvintadena 8'                  | Spetsfleut 2'                  |             |                    |
| Octava 4'                      | Scharf III chor (två register) |             |                    |
| Rörfleut 4'                    | Trumpet 8'                     |             |                    |
| Qvinta 3' (2 2⁄3')             | Vox humana 8', diskant         |             |                    |
| Octava 2'                      |                                |             |                    |
| Mixtur III chor (två register) |                                |             |                    |
| Trumpet 4', bas                |                                |             |                    |

År 1788 satte Schiörlin in en Trumpet 8' i öververket. Möjligen ändrades Scharfen samtidigt från III chor till II chor. År 1802 omdisponerade Schiörlin manualverket genom att insätta Fluttunte 16' D, möjligen i stället för en tvåfotsflöjt. I öververket ersattes diskanten i Gedacktfleut 4' med en Flagfleut 8' D. År 1831 utfördes en renovering av klockaren, organisten och orgelbyggaren Anders Jonsson (1788–1861), Ringarum. Troligen ersattes därvid då (eller möjligen 1880) Scharf II chor i öververket med en Fugara 8' gjord av Fluttunte 16' och pipor ur Scharfen. Antagligen avlägsnades samtidigt Spetsfleut 2', som placerades som Gemshorn 8' på Fluttuntens plats i manualverket. Anders Peter Kullbom i Linköping, reparerade orgeln 1880. År 1894 flyttade G. Lundquist och A. P. Molin i Norrköping, orgelns bälgar från tornrummet in i kyrkorummet. De ombelädrade även bälgarna.
Ytterligare en ombyggnad företogs 1909 av orgelreparatör E. Gustafsson, Bankeberg, som ersatte det ursprungliga spelbordet med ett nytt. I öververket tillkom troligen Violin 8' på platsen för Trumpet 8' och öververket byggdes samtidigt in i ett svällskåp. Orgelns bälgarna flyttades möjligen under denna ombyggnad till tornrummet, vara en togs bort. Åren 1927, 1939 och 1943 utfördes mindre reparationer på orgeln. År 1943 ändrade orgelbyggare John Vesterlund, Lövstabruk, stämman Violin 8' till Nasard 2 2⁄3'.
En omfattande renovering och tillbyggnad utfördes 1970 av Jacoby Orgelverkstad, varvid 1802 års disposition återställdes. Fugare 8' flyttades tillbaka till manualverket som Fluttante 16'. Gemshorn 8' diskant återuppstår som Spetsflöjt 2' i öververket och kompletterades med felande diskantpipor (från F#). De försvunna stämmorna Scharf II chor och Vox humana 8' i öververket rekonstruerades. Öververkets Trumpet 8' återinsattes och kompletterades med felande uppsatser (från c0). Rörflöjt 8' i manualen återställdes i fyrafotsläge och kompletterades. 1909 års spelbord ersattes med ett nytt, till det yttre utfört i anslutning till det ursprungliga, men med modern standardmekanik i lättmetall. På initiativ av Jan Håkan Åberg byggdes ett pedalverk till, vilket placerades i sockeln. Den ursprungliga Basunstämman kompletterades upp till f¹. Orgelns bälgar flyttades nu ut till läktaren och lades på ett nytt upplag av metall i ett nytt bälghus. Den ena var ansluten till manualverket och den andra till öververket.
Fasaden är delvis ljudande och mitturellen stum. Stämd i korton.[källa behövs]
Nuvarande disposition:
| Huvudverk I C-f³                    | Öververk II C-f³                   | Pedalverket C-f¹      | Koppel             |
| Principal 16', D (fasad)            | Gedackt 8'                         | Subbas 16' (1970)     | Öververk/Huvudverk |
| Fluttunte 16', D (1802)             | Principal 4', B/D (fasad)          | Principal 8' (1970)   | Huvudverk/pedal    |
| Borduna 16’, B/D                    | Waldfleut 4'                       | Gedackt 8' (1970)     | Öververk/pedal     |
| Principal 8', B/D (fasad)           | Gedacktfleut 4', B                 | Octava 4' (1970)      |                    |
| Qvintadena 8'                       | Flagfleut 8', D (1802)             | Basun 16' (1785/1970) |                    |
| Octava 4'                           | Spetsfleut 2'                      |                       |                    |
| Rörfleut 4'                         | Scharf II chor, 1 1/3’ + 1’ (1970) |                       |                    |
| Qvinta 3' (eg. 2 2/3')              | Trumpet 8', B/D (1788)             |                       |                    |
| Octava 2'                           | Vox Humana 8’, D (1970)            |                       |                    |
| Mixtur III chor, 1 1/3’ + 1’ + 2/3’ |                                    |                       |                    |
| Trumpet 8', B/D                     |                                    |                       |                    |
| Trumpet 4', B                       |                                    |                       |                    |

### Kororglar

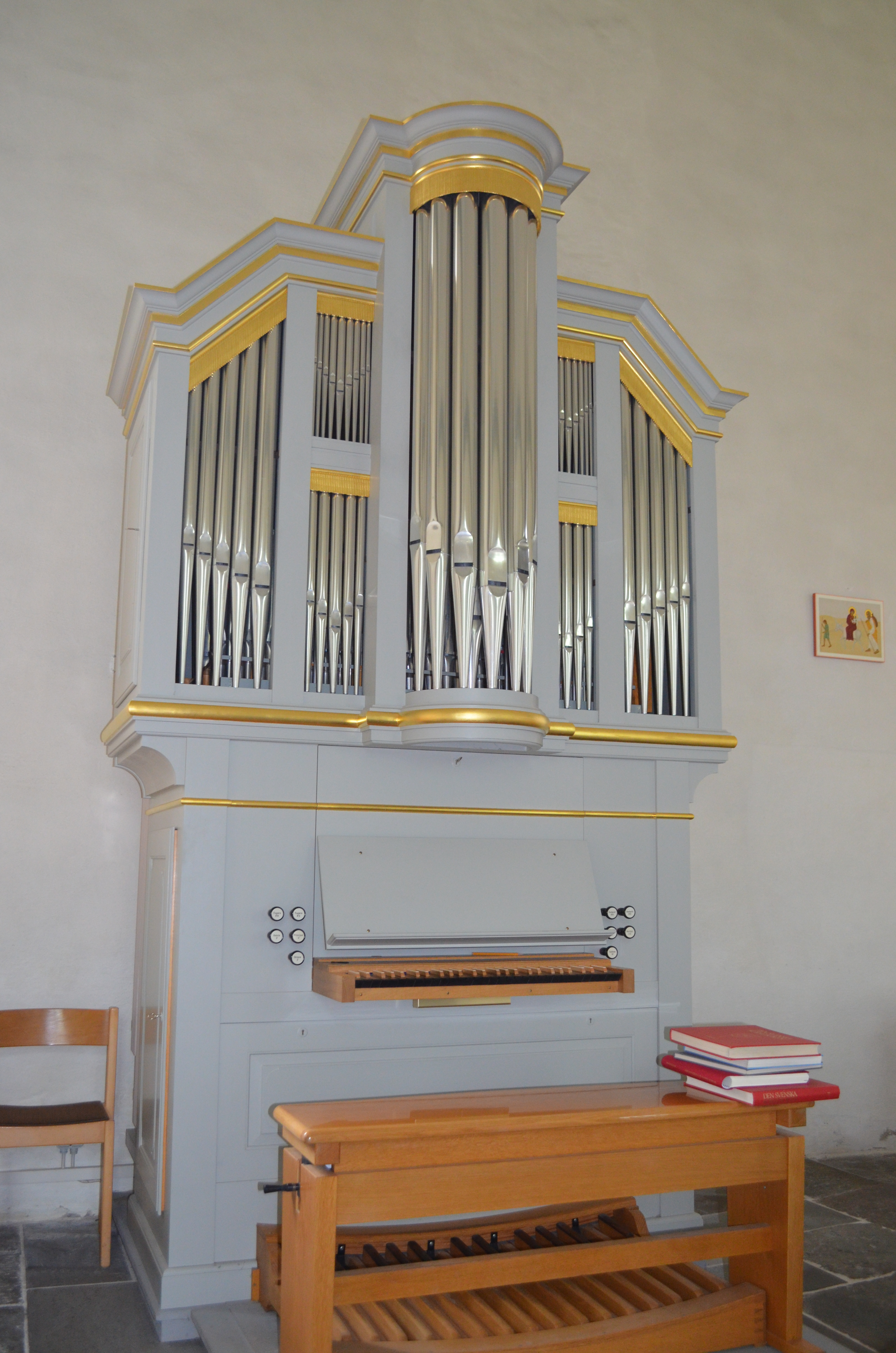
Kororgeln i Vikingstads kyrka.

- En kororgel med fem stämmor fördelades på en manual och pedal, tillverkades 1963 av Reinhard Kohlus i Vadstena.[4]

Disposition:[källa behövs]
| Manual                  | Pedal      | Koppel       |
| Gedackt 8'              | Subbas 16' | Manual/Pedal |
| Oktava 4'               |            |              |
| Nachthorn 2'            |            |              |
| Mixtur III chor, 1 1/3' |            |              |

- Föregående kororgel ersattes 1989 med en ny mekanisk med sju stämmor fördelade på en manual och pedal, från Smedmans Orgelbyggeri AB i Lidköping.[4]

Disposition:
| Manual             | Pedal      | Koppel       |
| Gedackt 8'         | Subbas 16' | Manual/Pedal |
| Fugara 8'          |            |              |
| Principal 4'       |            |              |
| Rörflöjt 4'        |            |              |
| Ovinta 3' (2 2/3') |            |              |
| Oktava 2'          |            |              |

## Övriga byggnader av intresse
Gravkapell från 1900–1925. Inhägnat med häck, kallmur och trästaket.

## Bildgalleri

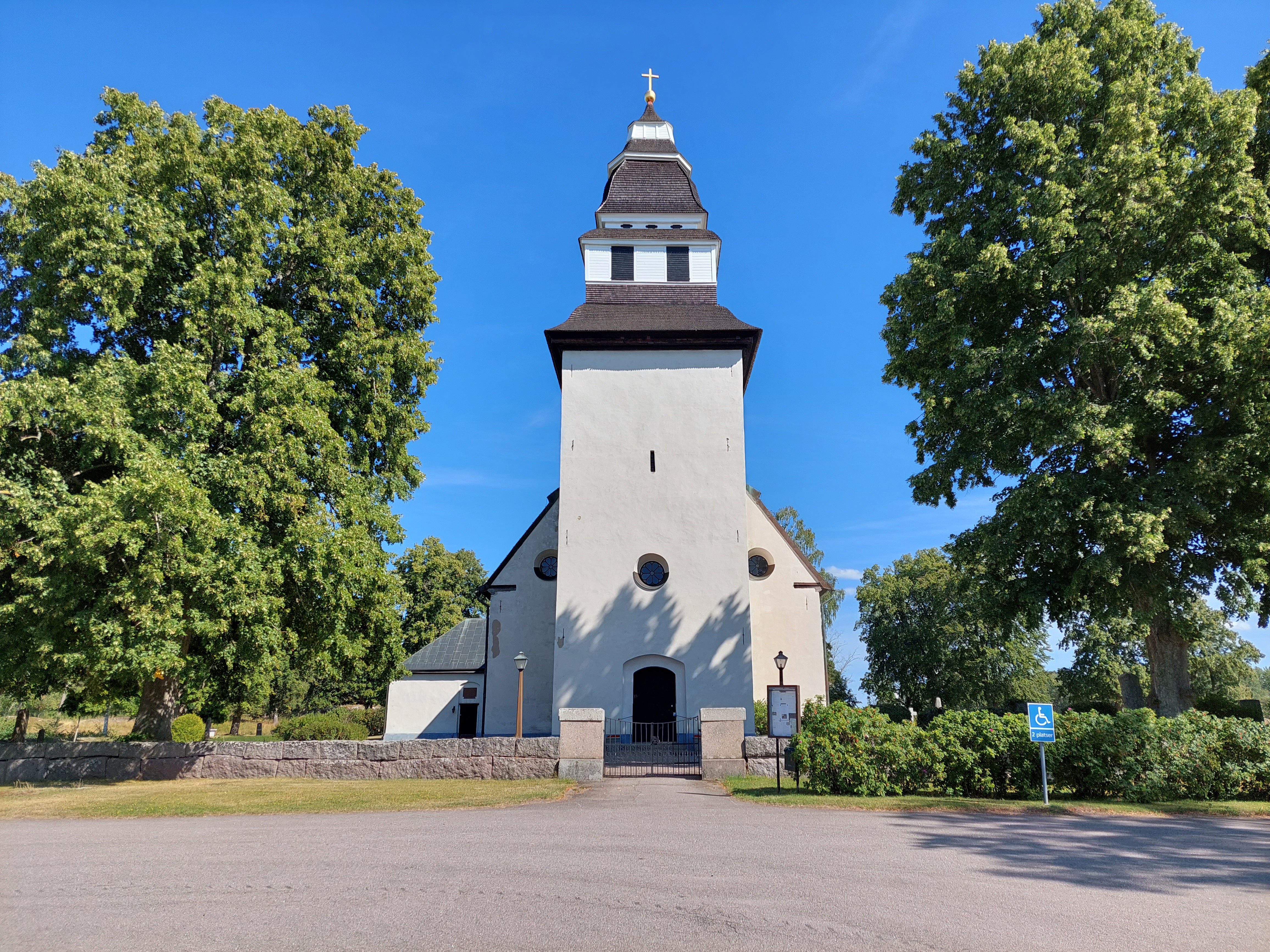
Vikingstads kyrka
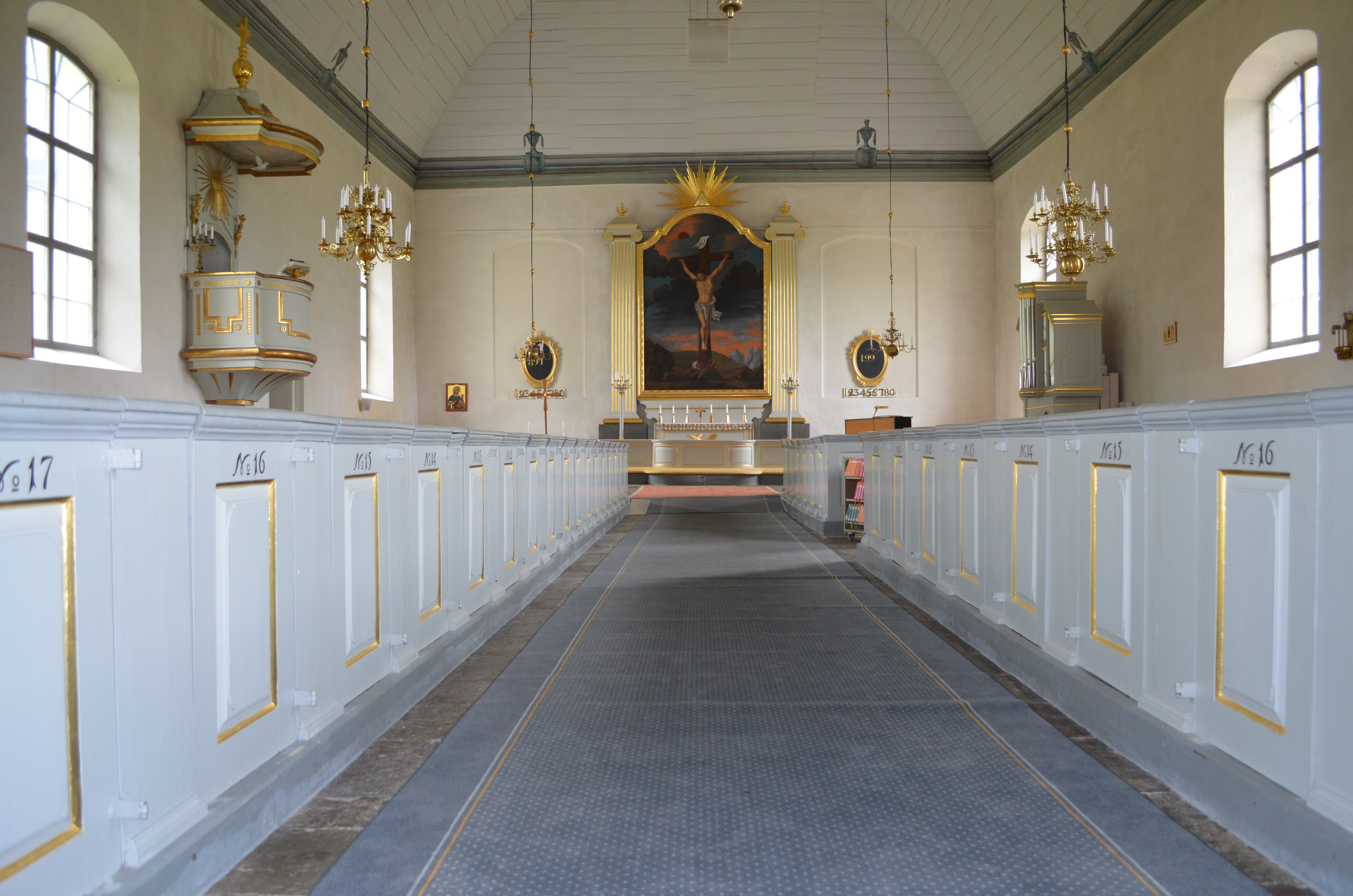
Vikingstad kyrkas kyrksal
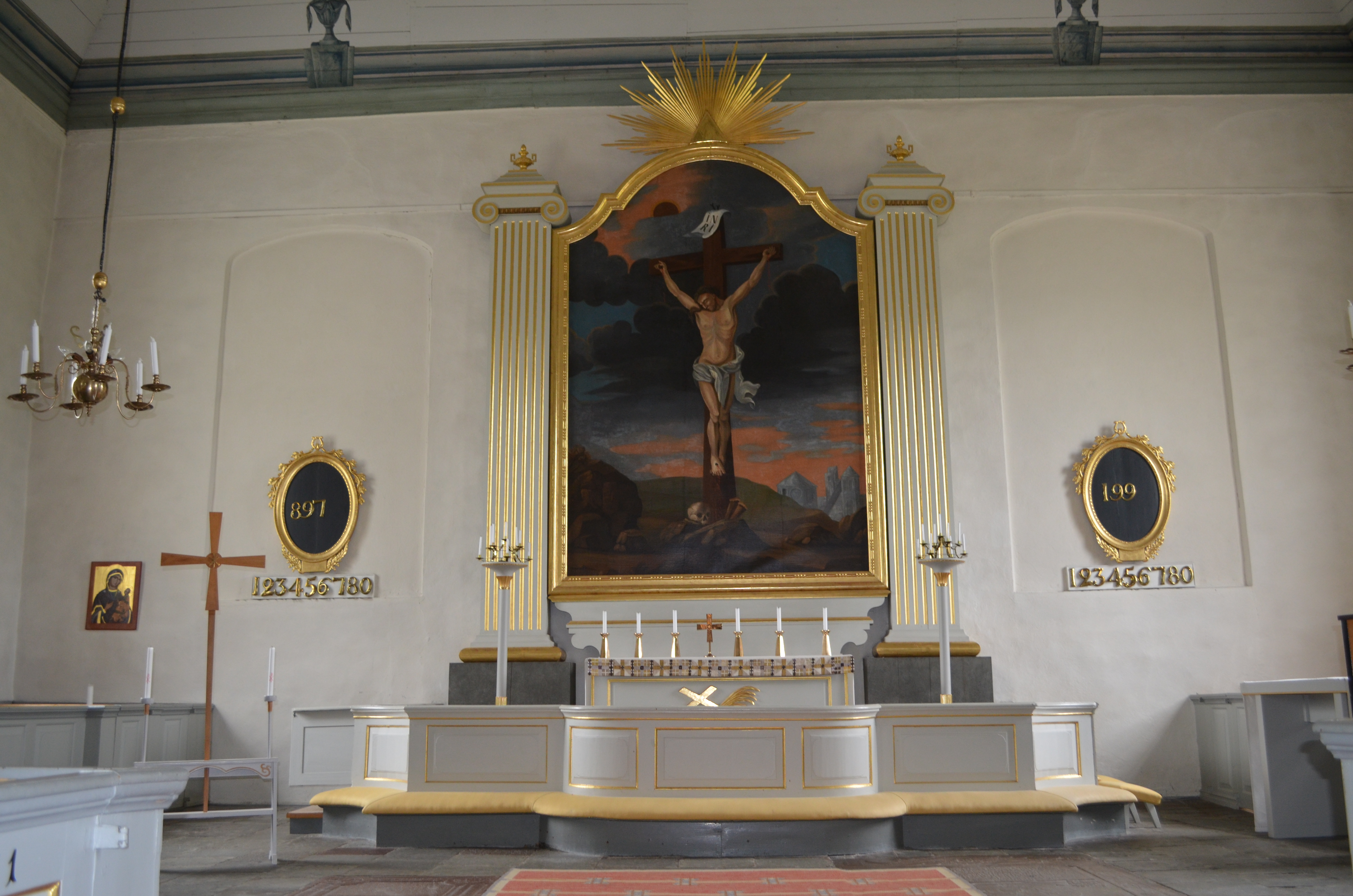
Vikingstad kyrkas altare
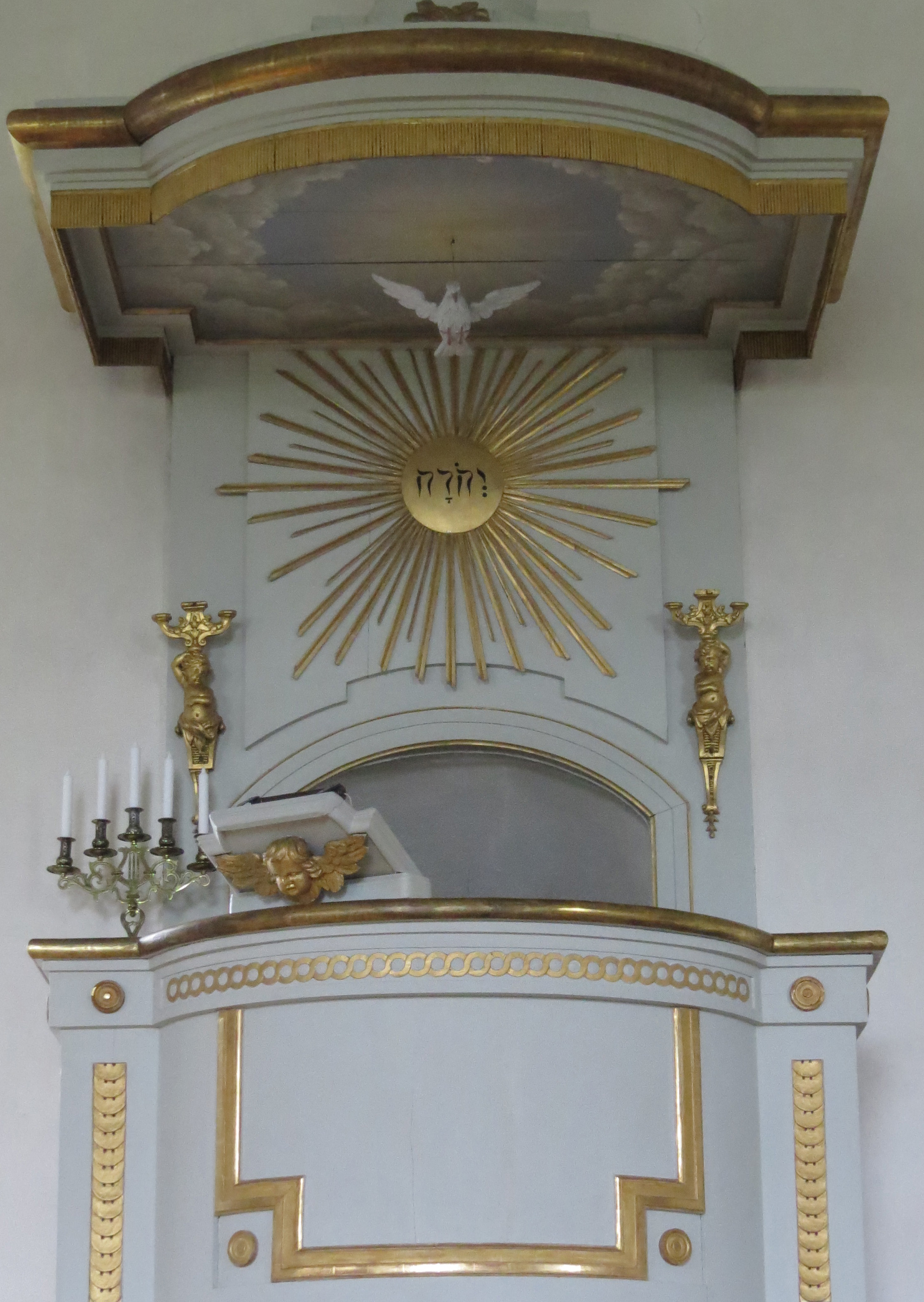
Predikstol från 1783
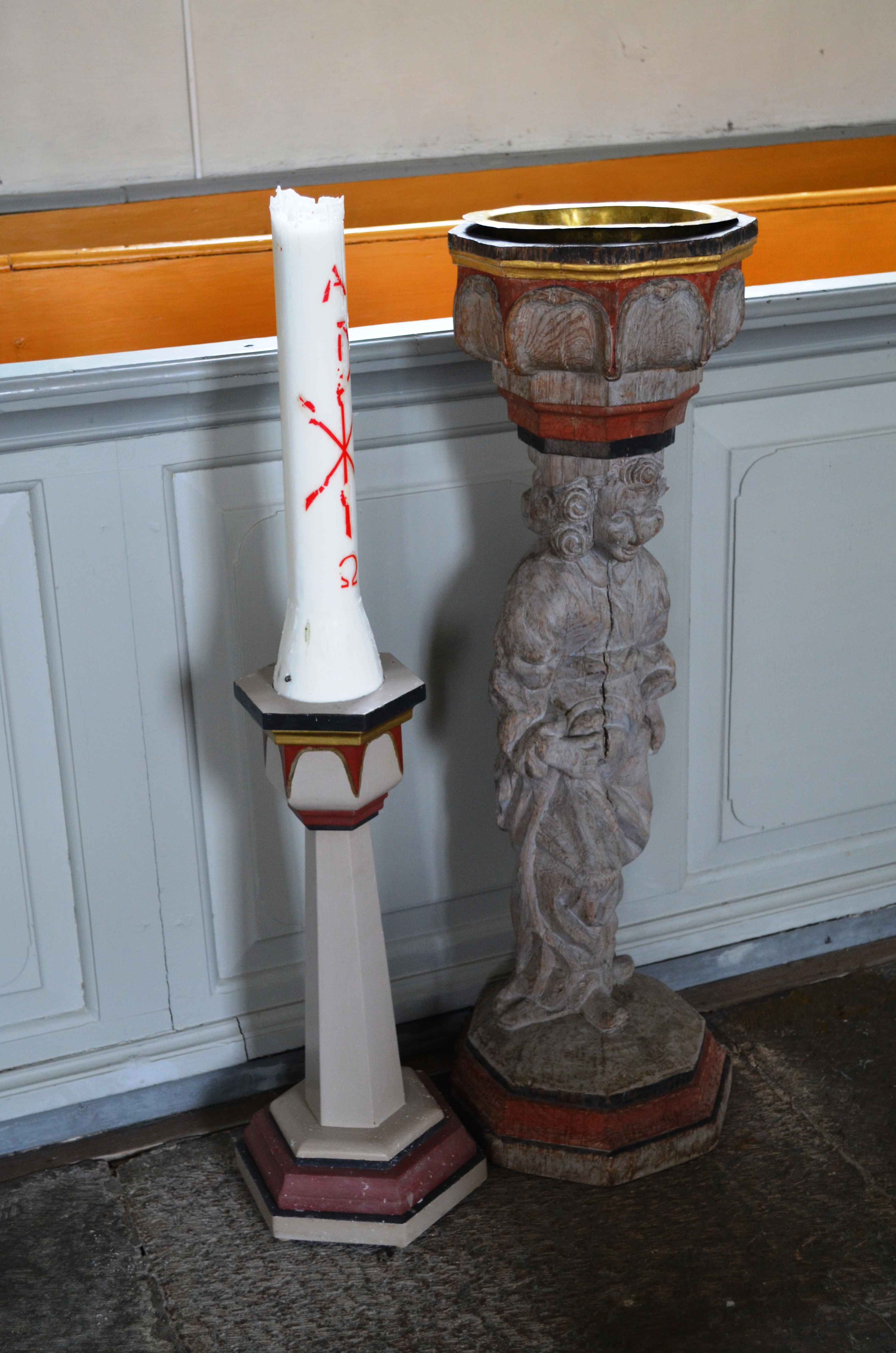
Vikingstad kyrkas dopfunt